# Alain Miéville
Alain Miéville (Friburgo, 25 novembre 1985) è un hockeista su ghiaccio svizzero, gioca come attaccante nel Yverdon-les-Bains.

## Carriera
Alain Miéville iniziò a giocare ad hockey nel settore giovanile dell'Hockey Club Fribourg-Gottéron nella stagione 2003-2004, totalizzando 27 punti in 35 presenze. Durante l'anno trascorso nella squadra giovanile esordì nella stagione 2003-2004 in Lega Nazionale A sempre con la maglia del Fribourg-Gottéron. Nelle stagioni successive alternò presenze in LNA a quelle in Lega Nazionale B con la maglia dell'Hockey Club La Chaux-de-Fonds, totalizzando fino al 2006 19 reti e 23 assist in 93 presenze.
A metà della stagione 2006-2007 fu ceduto all'Eis-Hockey-Club Biel, allora militante in LNB. Con la maglia dei bernesi conquistò un titolo della stagione regolare di LNB, concludendo la sua esperienza nel 2008 con 96 punti in 92 incontri disputati.
Nella stagione 2008-2009 passò al Lausanne HC, squadra con cui rimase per due stagioni vincendo altrettanti titoli di Lega Nazionale B. In 123 partite riuscì a segnare 59 reti e a fornire 77 assist per i compagni. Nella stagione 2010-2011 ritornò all'EHC Biel, da alcune stagioni promosso in LNA, firmando un contratto biennale.
Dopo aver vinto il titolo di topscorer della sua squadra nella stagione 2011-2012 con 34 punti, Alain Miéville sottoscrisse un contratto valido per due stagioni con l'HC Ambrì-Piotta. Nel 2014 fece ritorno a Losanna con un contratto triennale.

## Palmarès

### Club
- Lega Nazionale B: 3

Biel: 2006-2007
Losanna: 2008-2009, 2009-2010